# Морковкино
Морко́вкино (рос. Морковкино) — присілок у складі Яшкинського округу Кемеровської області, Росія.

## Населення
Населення — 174 особи (2010; 203 у 2002).
Національний склад (станом на 2002 рік):
- росіяни — 87 %